# Insurrezioni giacobite

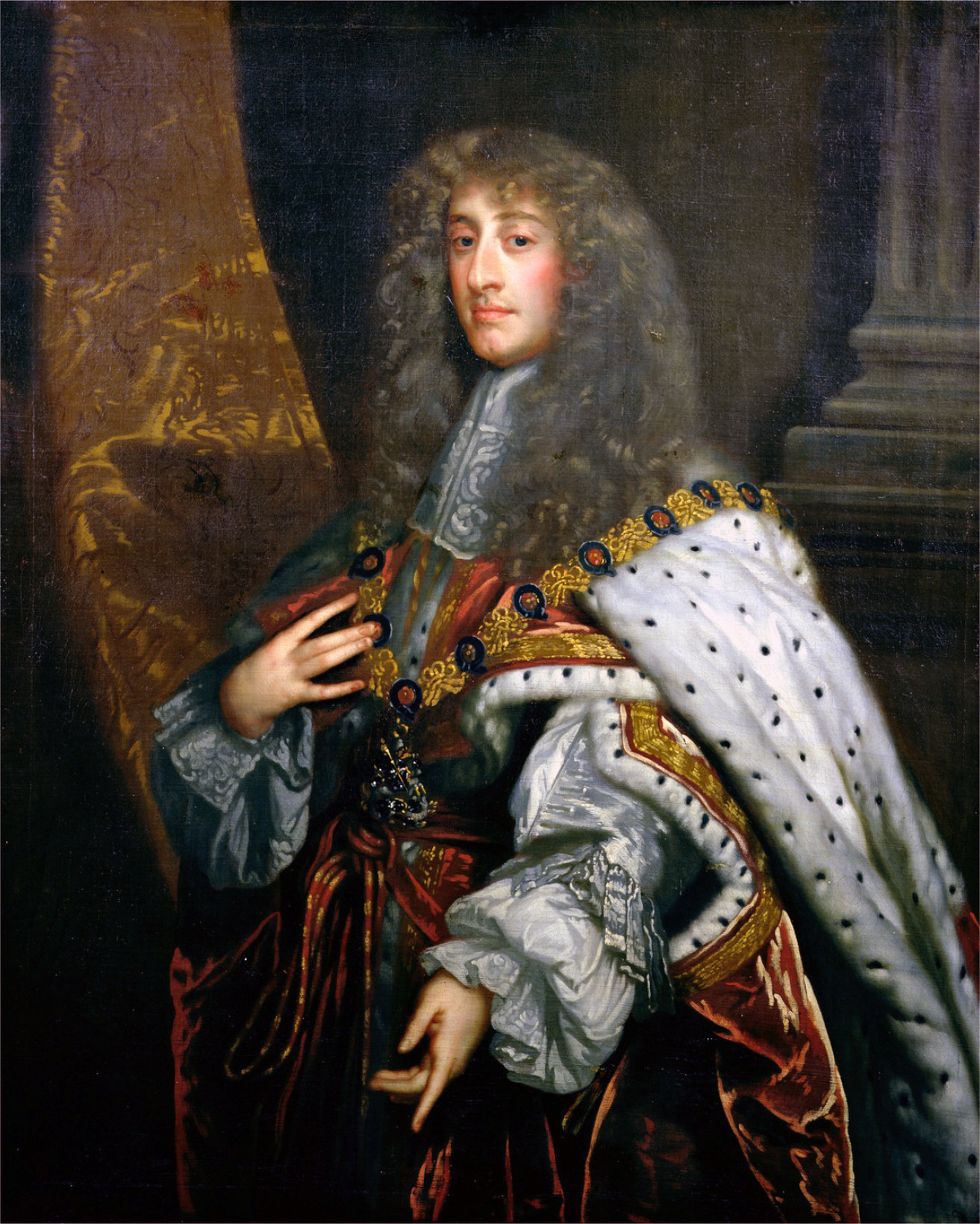
Giacomo II d'Inghilterra e VII di Scozia ritratto da Peter Lely

Le insurrezioni giacobite, anche note come ribellioni giacobite o la guerra di successione britannica, furono una serie di sommosse, rivolte e guerre nelle isole britanniche avvenute fra il 1688 e il 1746. Le sommosse avevano lo scopo di riportare sul trono Giacomo II d'Inghilterra e VII di Scozia, l'ultimo monarca britannico della dinastia Stuart, cattolico, deposto dal Parlamento durante la Gloriosa rivoluzione, e successivamente i suoi discendenti. La parola "giacobiti" deriva da Jacobus, il corrispondente latino del nome del re Giacomo.
La prima ribellione giacobita e la seconda ribellione giacobita sono state chiamate rispettivamente come "il quindici" e "il quarantacinque" perché avvenute nel 1715 e nel 1745.
Sebbene ognuna di queste insurrezioni abbia caratteristiche diverse, esse devono essere inquadrate in un'ampia serie di campagne militari condotte dai giacobiti nel tentativo di ristabilire gli Stuart sul trono di Scozia e d'Inghilterra (dopo il 1707, di Gran Bretagna). Giacomo II venne deposto nel 1688 e il trono venne reclamato da sua figlia Maria II congiuntamente con suo marito, l'olandese Guglielmo d'Orange (che era anche nipote di Giacomo II). La questione principale era la confessione religiosa: gli Stuart avevano come obiettivo il ripristino del cattolicesimo o almeno la sua liberalizzazione, mentre la maggioranza dei britannici voleva difendere il protestantesimo ormai consolidato.
Lo storico Basil Williams afferma che, sebbene i complotti continuassero anno dopo anno, non ci fu mai un serio pericolo per la dinastia al potere.  Dopo l'ascesa del casato di Hannover al trono britannico nel 1714, le insurrezioni proseguirono e si intensificarono fino all'ultima ribellione giacobita ("il quarantacinque"), condotta da Carlo Edoardo Stuart, noto come "il Giovane Pretendente", che si risolse nella decisiva sconfitta della battaglia di Culloden del 1746. Da quel momento, si depose per sempre ogni speranza di riportare gli Stuart sul trono.

## Sfondo
Durante il XVII secolo, i regni di Inghilterra, Scozia e Irlanda soffrirono agitazioni politiche e religiose nelle guerre dei tre regni. Il Commonwealth terminò con la restaurazione di Carlo II, con il ripristino della Chiesa d'Inghilterra e l'imposizione di un governo della chiesa episcopale.
Nel 1685, Carlo II fu succeduto dal fratello di fede cattolica, Giacomo II e VII. Giacomo vedeva i covenanti come facinorosi ed inizialmente tentò di porre fine alla loro influenza in Scozia. Il nuovo re tentò anche di imporre la tolleranza religiosa dei cattolici e dei dissidenti protestanti, ma si inimicò molti dell'establishment anglicano con questa azione, poiché sospettosi verso il potere cattolico. Gli apatici tentativi di Giacomo di cercare di conquistare i presbiteriani apparentemente, non gli avevano conquistato molta popolarità tra quella sezione della società. Ricordavano la sua precedente soppressione di loro e non credevano alla sua sincerità nel riconoscimento del presbiterianesimo. Sebbene queste azioni erano ampiamente impopolari, all'inizio la maggioranza dei suoi sudditi tolleravano queste azioni poiché Giacomo era sulla cinquantina, ed entrambe le sue figlie erano protestanti. Sebrava che il regno di Giacomo sarebbe stato corto ed il trono sarebbe presto tornato in mani protestanti. Nel 1688, tuttavia, la giovane seconda moglie di Giacomo, Maria Beatrice d'Este, diede alla luce un maschio, il principe Giacomo Francesco Edoardo, che fu prontamente battezzato da cattolico romano. A causa delle leggi di successione inglese e scozzese, il principe Giacomo Francesco Edoardo immediatamente scavalcò le due sorellastre maggiori come erede al trono. Ora la prospettiva di una dinastia cattolica sui troni inglese, scozzese e irlandese sembrava assolutamente certa.
I "Sette Immortali" invitarono la figlia di Giacomo, Maria e suo marito Guglielmo d'Orange a deporre Giacomo e a regnare congiuntamente al suo posto. Il 4 novembre 1688, Guglielmo arrivò a Torbay. Dopo lo sbarco, Giacomo fuggi da Londra, ritornò ed infine partì per la Francia il 23 dicembre. Nel febbraio 1689, la gloriosa rivoluzione cambiò formalmente il monarca d'Inghilterra, ma molti realisti cattolici, episcopaliano e Tory sostenevano ancora Giacomo come legittimo monarca. I seguaci di Giacomo furono chiamati "Jacobites" dalla forma latina del nome Giacomo, "Jacobus", ed il nome giacobita fu poi utilizzato per coloro che cercarono di ripristinare la sua dinastia persino dopo la sua morte, citando i suoi discendenti come monarca legittimo.
La Scozia fu più lenta ad accettare Guglielmo, che convocò una Convention of the Estates che incontrò il 14 marzo 1689 a Edimburgo. Fu esaminata una lettera conciliante da Guglielmo e un'altra altezzosa di Giacomo. A fianco di James, una modica forza di 50 cavalieri riuniti da John Graham di Claverhouse, visconte Dundee era in città. Graham partecipò alla convenzione dall'inizio, ma si ritirò quattro giorni dopo, quando il suo sostegno a Guglielmo fu evidente. La convenzione stabilì i suoi termini e Guglielmo e Maria furono proclamati monarchi a Edimburgo l'11 aprile 1689 e furono incoronati un mese dopo. Guglielmo e Maria accettarono definitivamente la Chiesa di Scozia come istituzione presbiteriana dopo decenni di sforzi intermittenti da vari monarchi, incluso Giacomo VI, Carlo I, Carlo II e Giacomo VII di modellare la Chiesa di Scozia in una istituzione episcopale più flessibile al controllo reale.

## Il Vecchio Pretendente

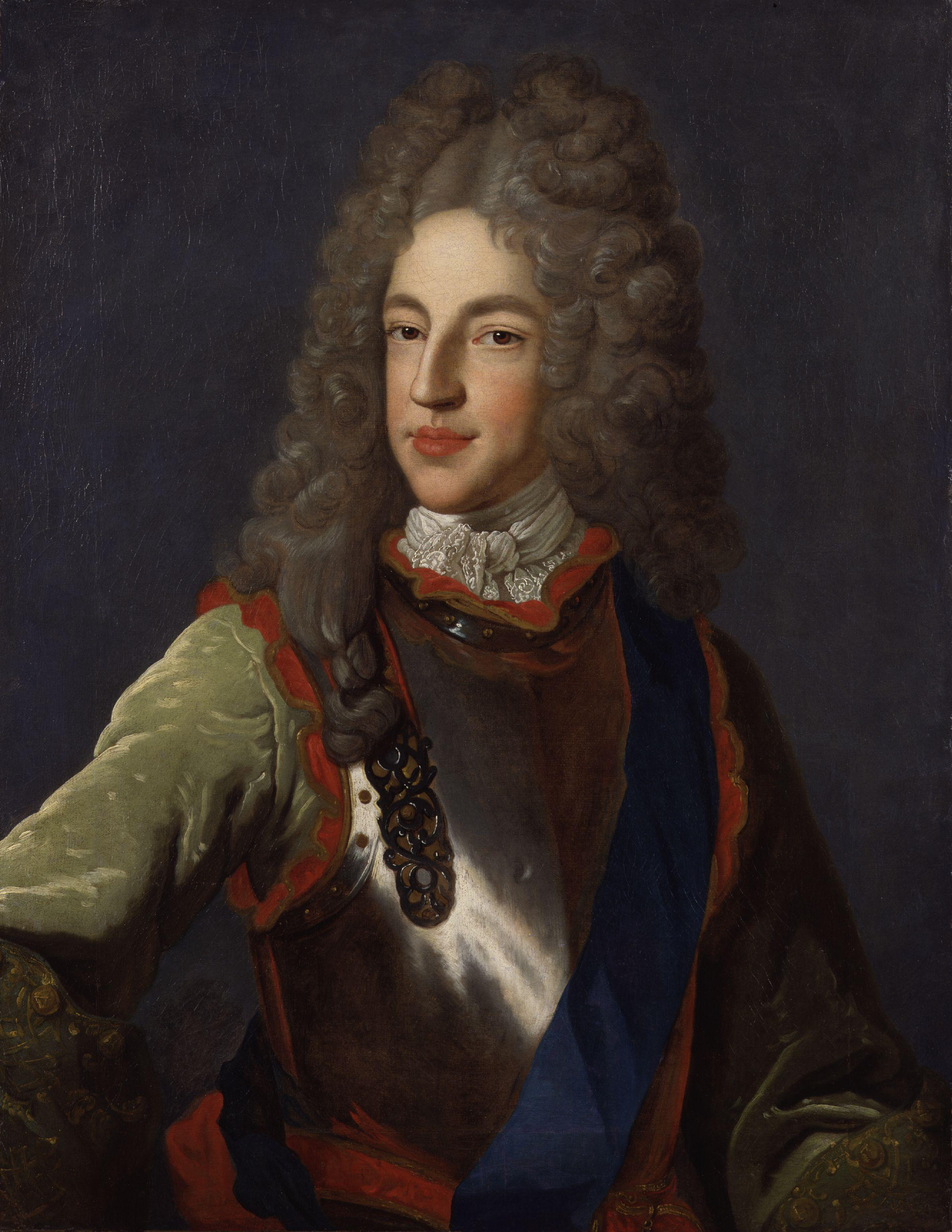
Giacomo Francesco Edoardo Stuart (1688-1766), «il Vecchio Pretendente»

Dopo la morte di Giacomo II nel 1701, la pretesa giacobita ai troni di Scozia e Inghilterra fu occupata dal suo unico figlio legittimo sopravvissuto, Giacomo Francesco Edoardo Stuart (1688–1766). I suoi sostenitori lo proclamarono Giacomo III d'Inghilterra e Irlanda, e Giacomo VIII di Scozia. Il re francese Luigi XIV e Papa Clemente XI riconobbero formalmente il monarca cattolico come re Giacomo III & VIII. Successivamente, Giacomo fu chiamato "il Vecchio Pretendente", per distinguerlo da suo figlio, Carlo Edoardo Stuart (1720–1788), che diventò noto come  "il Giovane Pretendente".

### Programmata invasione del 1708
Dopo una breve pace, lo scoppio della guerra di successione spagnola nel 1701, rinnovò il sostegno francese ai giacobiti. Nel 1708, Giacomo Stuart, il Vecchio Pretendente, salpò per Dunkerque con 600 truppe francesi in quasi 30 navi della marina francese.  Il suo sbarco previsto nel Firth of Forth fu sventato dalla Royal Navy, sotto l'ammiraglio Byng. Sopra le lecite proteste di Giacomo stesso, l'ammiraglio francese scelse di non rischiare uno sbarco e optò di ritirarsi invece di combattere. La flotta francese, inseguita dagli inglesi intorno al nord della Scozia, perse navi e la maggior parte dei loro uomini nei rimorchi sulla via del ritorno a Dunkerque.
Un numero di laird giacobiti (James Stirling di Keir House, Archibald Seaton di Touch House, Archibald Stirling di Garden, Charles Stirling di Kippendavie, e Patrick Edmonston di Newton) si riunirono presso Brig o' Turk in sostegno all'invasione. Furono arrestati e imprigionati a Newgate, e successivamente trasferiti nel castello di Edimburgo e giudicati per alto tradimento. Furono assolti da questa accusa, poiché la prova contro di loro dimostrò che avevano soltanto bevuto alla salute di Giacomo.

### L'insurrezione del 1715 ("il Quindici")

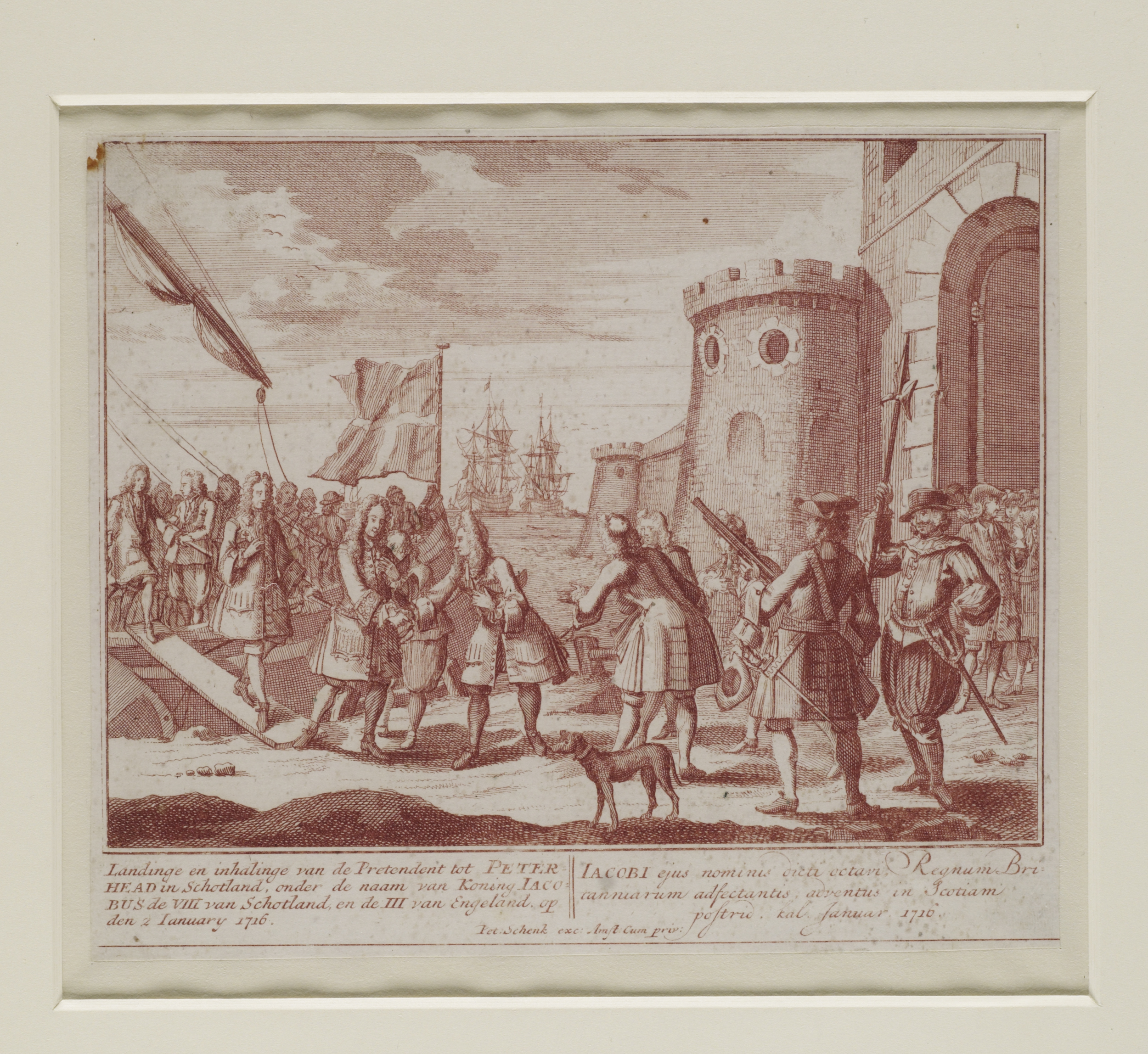
il Pretendente, principe Giacomo, sbarca a Peterhead il 2 gennaio 1716

Dopo l'arrivo da Hannover di Giorgio I nel 1714, i giacobiti tory in Inghilterra cospirarono per organizzare una ribellione armata contro il nuovo governo hannoveriano. Erano indecisi e spaventati dagli arresti governativi dei loro leader. In Scozia il 1715, a volte, è chiamato in modo ingannevole "prima ribellione giacobita" (o "prima insurrezione"), trascurando il fatto che nel 1689 c'era già stata un grande insurrezione giacobita.
Il trattato di Utrecht terminò le ostilità tra Francia e Gran Bretagna. Dalla Francia, come parte di un complotto giacobita molto diffuso, il Vecchio Pretendente, stava corrispondendo con il conte di Mar. Nell'estate del 1715, Giacomo chiese aiuto a Mar per sollevare i clan. Mar, soprannominato Bobbin' John, si precipitò da Londra a Braemar. Convocò i clan leader ad "una grande partita di caccia" il 27 agosto 1715. Il 6 settembre Mar proclamò Giacomo come "il loro legittimo sovrano" ed innalzò l'antico stendardo scozzese. La proclamazione di Mar ha portato un'alleanza tra clan e Lowlander del nord, e rapidamente superarono molti paesi delle Highland.
I giacobiti di Mar presero Perth il 14 settembre, senza opposizione. Il suo esercito crebbe fino a circa 8.000 uomini. Una forza di meno di 2.000 uomini sotto il duca di Argyll occupava la pianura di Stirling per il governo e teneva indecisamente le sue forze a Perth. Egli aspettava che il conte di Seaforth arrivasse con un corpo di clan settentrionali.  Seaforth fu ritardato dagli attacchi di altri clan fedeli al governo. Programmate insurrezioni in Galles, Devon e Cornovaglia furono prevenute dal governo, arrestando i giacobiti locali.

## Il Giovane Pretendente
Con la vecchiaia di Giacomo, ad occuparsi della causa fu suo figlio, Carlo Edoardo Stuart, che riuscì a divenire reggente di Scozia prima di venire disastrosamente sconfitto.